# Patryk Sokołowski
Patryk Sokołowski (Varsavia, 25 settembre 1994) è un calciatore polacco, centrocampista del KS Cracovia.

## Palmarès

### Club

#### Competizioni nazionali
- Campionato polacco: 1

Piast Gliwice: 2018-2019
- Coppa di Polonia: 1

Legia Varsavia: 2022-2023
- Supercoppa di Polonia: 1

Legia Varsavia: 2023